# Parafia św. Kazimierza w Szczecinie
Parafia pod wezwaniem Świętego Kazimierza w Szczecinie – parafia należąca do dekanatu Szczecin-Niebuszewo, archidiecezji szczecińsko-kamieńskiej, metropolii szczecińsko-kamieńskiej. Jedna z parafii rzymskokatolickich w Szczecinie. Została erygowana w 1957. Mieści się przy ulicy Broniewskiego.